# Corrie Winkel

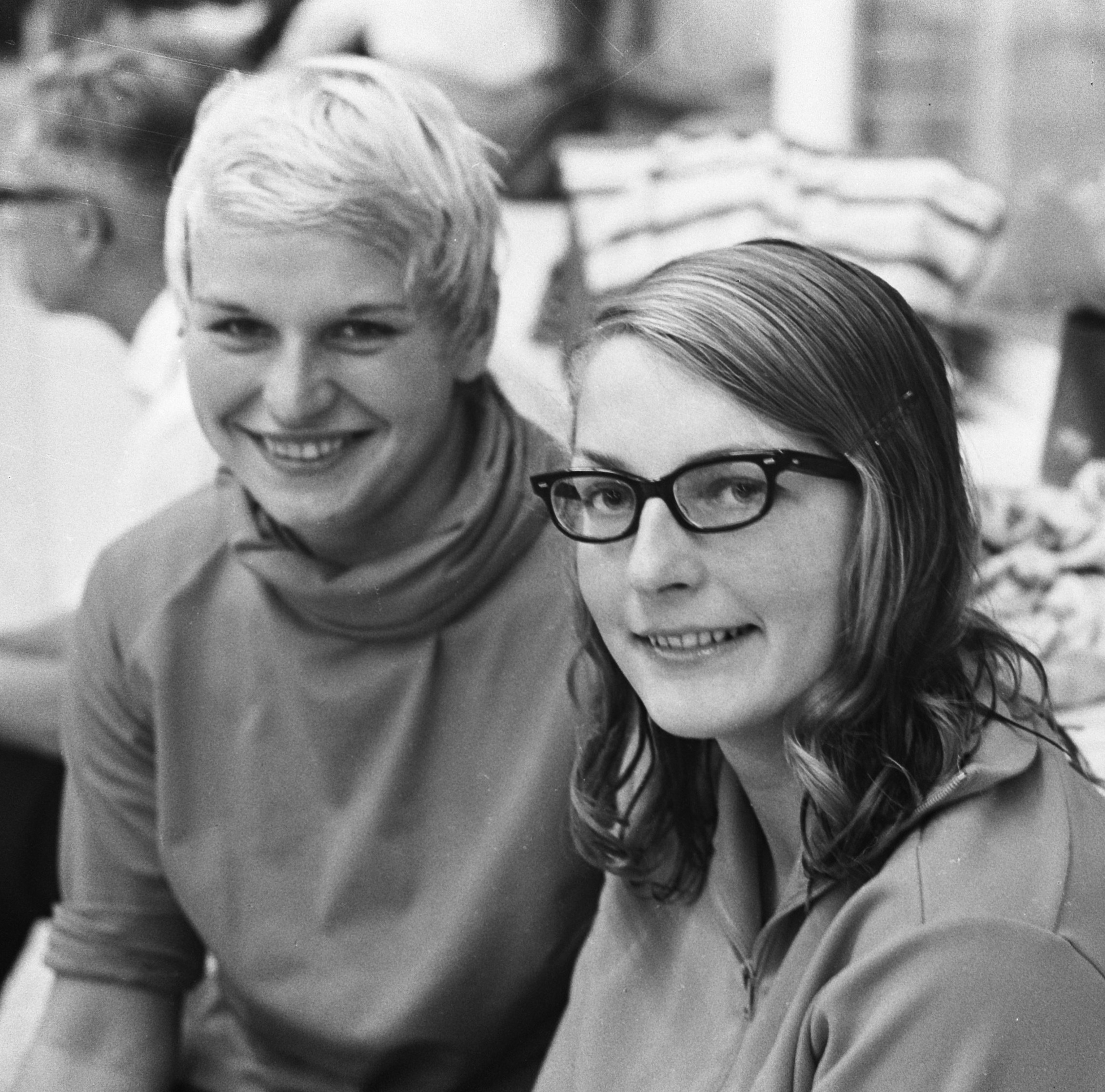
Wiltrud Urselmann (links) und Corrie Winkel (1963)

Kornelia „Corrie“ Winkel (* 26. Februar 1944 in Groningen) ist eine ehemalige niederländische Schwimmerin. Sie gewann 1964 eine olympische Silbermedaille und 1962 eine Silbermedaille bei den Europameisterschaften.

## Karriere
Bei den Schwimmeuropameisterschaften 1962 in Leipzig gewannen die Niederländerinnen im 100-Meter-Rückenschwimmen Gold und Silber. Es siegte Ria van Velsen vor Corrie Winkel und Veronika Holletz aus der DDR.
1964 trat Winkel bei den Olympischen Spielen in Tokio im Rückenschwimmen und mit der 4-mal-100-Meter-Lagenstaffel an. Über 100 Meter Rücken wurde sie Fünfte im vierten Vorlauf und belegte damit über alle Vorläufe den 14. Platz. Nur die besten acht Schwimmerinnen erreichten das Finale. Im Staffelwettbewerb siegte die Staffel aus den Vereinigten Staaten vor der niederländischen Staffel mit Corrie Winkel, Klenie Bimolt, Ada Kok und Erica Terpstra. Die Niederländerinnen hatten das Finale mit der fünftbesten Zeit erreicht, wobei im Vorlauf Adrie Lasterie für Ada Kok geschwommen war.
Corrie Winkel schwamm für den Groninger Verein GDZ. Sie stellte 1961 den Europarekord über 200 Meter Rücken der Französin Rose-Marie Piacentini ein, die den Rekord zwei Wochen später verbesserte. 1963 unterbot Winkel auf derselben Distanz den Europarekord der Französin Christine Caron, die sich eine Woche später den Rekord zurückholte. Die 200-Meter-Rückenstrecke wurde in den frühen 1960er Jahren noch nicht bei Meisterschaften ausgeschwommen.